# Antoine Oulié
Pour les articles homonymes, voir Oulié.
Antoine Oulié, né le 10 août 1759 à Cahors (Lot), mort le 13 septembre 1827 à Montpellier (Hérault), est un général français de la Révolution et de l’Empire.

## États de service
Il entre en service le 3 juin 1780, comme soldat au régiment Royal-Champagne cavalerie, et il passe le 12 février 1784, dans le 12e régiment de chasseurs à cheval. Il devient adjudant-major le 16 septembre 1792, dans la légion des Pyrénées, et il reçoit son brevet de capitaine le 1er février 1793.
Le 6 mars 1794, il est nommé chef d’escadron à l’armée des Pyrénées orientales. De 1796 à 1799, il sert aux armées d’Italie et de l’Ouest, et le 3 janvier 1800, il passe avec son grade dans les grenadiers à cheval de la Garde consulaire. Le 31 janvier 1804, il est élevé au grade de major et il est fait chevalier de la Légion d’honneur le 25 mars 1804, puis commandeur de l’ordre le 14 juin suivant.
De 1805 à 1806, il fait les campagnes d’Autriche et de Prusse à la Grande Armée. Le 24 juillet 1806, il est nommé colonel de la 25e légion de gendarmerie, et il est admis à la retraite le 24 décembre 1814, avec le grade de général de brigade. Il reçoit la croix de chevalier de Saint-Louis en 1814 par ordonnance du roi Louis XVIII.
Il meurt le 13 septembre 1827, à Montpellier.

## Sources
- Pierre Jullien de Courcelles, Dictionnaire historique et biographique des généraux français : depuis le onzième siècle jusqu'en 1822, Tome 8, l’Auteur, 1823, 459 p. (lire en ligne), p. 235.
- A. Lievyns, Jean Maurice Verdot, Pierre Bégat, Fastes de la Légion-d'honneur, biographie de tous les décorés accompagnée de l'histoire législative et réglementaire de l'ordre, Tome 3, Bureau de l’administration, 1844, 529 p. (lire en ligne), p. 398.
- « Cote LH/2027/43 », base Léonore, ministère français de la Culture
- Léon Hennet, Etat militaire de France pour l’année 1793, Siège de la société, Paris, 1903, p. 223.